# Edifício Paraíso
Edifício Paraíso é uma série de televisão produzida e exibida pela GNT com roteiro de Fernanda Young e Alexandre Machado.

## Enredo
A trama narra cinco histórias de casais em apartamentos do mesmo edifício, o qual as paredes são tão finas e quase tudo pode se ouvir entre os vizinhos, especialmente as tão comuns brigas noturnas. Vera (Fernanda Young) é uma corretora de imóveis casada que utiliza um dos apartamentos há anos para se encontrar com seu amante, Tadeu (Guilherme Fontes). Tudo muda no dia que ele conta que revelou para a esposa o romance extraconjugal e a deixou oficialmente por Vera, fazendo com que a empresaria se questione se queria mesmo outra relação ou se gostava da aventura. Rodrigo (Thiago Rodrigues) e Yasmin (Samya Pascotto) são um casal jovem que sempre acabaram se desentendendo após o sexo. Soraya (Marisa Orth) é uma grande chef de cozinha casada há três anos com uma mulher mais nova, Katia (Chandelly Braz), porém a relação das duas fica instável quando ela não a apresentá no prêmio gastronômico que recebeu, fazendo a jovem se questionar sobre vergonha e preconceito. Marcelo (Michel Melamed) e Beatriz (Tainá Muller) são o típico casal em crise que chegaram ao limite de brigar por uma simples lata de cerveja. Já Clara (Lucy Ramos) e Fábio (Ícaro Silva) gostam de ficar ouvindo as brigas dos vizinhos, porém isso sempre acaba causando desentendimentos entre eles.

## Elenco
| Ator             | Personagem        |
| ---------------- | ----------------- |
| Fernanda Young   | Vera Albuquerque  |
| Guilherme Fontes | Tadeu Paes        |
| Michel Melamed   | Marcelo de Barros |
| Tainá Muller     | Beatriz de Barros |
| Marisa Orth      | Soraya Rodrigues  |
| Chandelly Braz   | Kátia Alvarez     |
| Thiago Rodrigues | Rodrigo Veras     |
| Samya Pascotto   | Yasmin Veras      |
| Lucy Ramos       | Clara Almeida     |
| Ícaro Silva      | Fábio Almeida     |